# Copa Hwaebul 2023
La Copa Hwaebul 2023, también puede ser llamado Copa Hwaeppul, traducido literalmente en español como Copa Antorcha, es la undécima edición del torneo de fútbol más importante a nivel de clubes de Corea del Norte y que es organizada por la Federación de ese país.
El campeonato comenzó el 1 de Agosto y finalizó el 28 de agosto.
La final se disputó el 28 de agosto, en el Estadio Kim Il-sung, el equipo del Amnokgang derrotó por el marcador de 3-2 al 4.25 SC obteniendo su primer título de esta competición.

## Equipos participantes.
Doce equipos de fútbol pertenecientes a la primera división participan en la competencia que se lleva a cabo en el Estadio Kim Il Sung.
| Club                 | Ciudad     | Estadio                        | Afiliación                                      |
| -------------------- | ---------- | ------------------------------ | ----------------------------------------------- |
| Amnokgang            | P'yŏngyang | Estadio Yanggakdo              | Ministerio de Seguridad Popular                 |
| 4.25 SC              | P'yŏngyang | Estadio Yanggakdo              | Ejército Popular de Corea                       |
| Hwaebul              | Pochŏn     | Hwaebul Stadium                | Liga de la Juventud Kimilsungista-Kimjongilista |
| Jebi SC              | P'yŏngyang | Estadio P'yŏngyang City        | Fuerza Aérea del Ejército Popular Coreano       |
| Kigwancha            | P'yŏngyang | Estadio Yanggakdo              | Ferrocarriles Estatales de Corea                |
| Kyŏnggong'ŏpsong     | P'yŏngyang | Estadio P'yŏngyang City        | Ministerio de Industria Liguera                 |
| P'yŏngyang           | P'yŏngyang | Estadio Kim Il-sung            | Partido del Trabajo de Corea                    |
| Rimyŏngsu SC         | Sariwŏn    | Estadio Joven de Sariwŏn       | Ministerio de Seguridad Popular                 |
| Ryŏmyŏng SC          | P'yŏngyang | Estadio Kim Il-sung            | Ejército Popular de Corea                       |
| Sobaeksu             | P'yŏngyang | Estadio Yanggakdo              | Ejército Popular de Corea                       |
| Songbong Sports Club | Rasŏn      | Estadio Rajin                  | Guardias Rojos Obreros y Campesinos             |
| Wŏlmido Sport Club   | Kimch'aek  | Estadio Municipal de Kimch'aek | Ministerio de Cultura y Bellas Artes            |

## Final
|  | 4.25 SC | 2:3     | Amnokgang |  |  |
|  |         | Reporte |           |  |  |

## Campeón
|                      |
|                      |
| Amnokgang 1.º título |
|                      |